# Бий-Мырза
Бий-Мырза (кирг. Бий-Мырза) или Биймырза — село в Кара-Кульджинском районе Ошской области Кыргызстана. Входит в состав Кара-Кульджинского айылного аймака.

## География
Село расположено в северной части области, на левом берегу реки Каракульджа, у западной окраины села Кара-Кульджа, административного центра района. Абсолютная высота — 1357 метров над уровнем моря.

## Население
Согласно оценочным данным Национального статистического комитета Кыргызской Республики, численность населения села на начало 2023 года составляла 4070 человек.
| год     | 2009 | 2014 | 2015 | 2020 | 2021 | 2023 |
| ------- | ---- | ---- | ---- | ---- | ---- | ---- |
| человек | 3883 | 3760 | 3791 | 3950 | 4003 | 4070 |